# Agathosma affinis
Agathosma affinis är en vinruteväxtart som beskrevs av Otto Wilhelm Sonder. Agathosma affinis ingår i släktet Agathosma och familjen vinruteväxter. Inga underarter finns listade i Catalogue of Life.